# Laura Juliana Ramírez Ruiz
Laura Juliana Ramírez Ruiz conocida como La Julia, es una ilustradora, comunicóloga, editora y creadora audiovisual mexicana destacada por ser la autora de Perrito Feminista, una ilustración que enseña sobre el movimiento feminista y el empoderamiento de la mujer.

## Trayectoria
La Julia estudió la Licenciatura en Comunicación y Periodismo en la Facultad de Ciencias Políticas y Sociales de la Universidad Autónoma de Querétaro. En agosto de 2014 ganó la beca del programa Estímulo a Jóvenes Creadores del Estado de Querétaro con el cortometraje Bonita.
En 2015 dio vida a la obra Todos somos los desaparecidos en Madrid, España. También creó para el Fem Tour Truck 2016, Las hijas de violencia, un cortometraje documental de videoarte inspirado en el colectivo mexicano de performance que le da el nombre.
En 2017 elaboró un poema audiovisual usando la técnica de animación stop motion al que tituló Poema visual: cuídate mucho, y para el 2018 dirigió el cortometraje Nuestra Venganza es ser Felices.
Algunas de sus colaboraciones con otros artistas se reflejan en tres documentales, el primero es Mujeres QOM., el cual realizó en octubre del 2018 en Rosario en Argentina, el segundo se tituló Residencia Balao y se creó en junio del 2019, en ese mismo periodo de tiempo participó en el Documental: Cimarronas, ambas producciones se llevaron a cabo en Ecuador, el primero en Ciudad de Esmeraldas y el último en Ciudad de Quito, la capital del país sudamericano.
Laura Juliana Ramírez, también ha producido y dirigido los documentales Volver a casa (2020), Proyecto transmedia: La Cruz del Tiempo y Polifonías de la Sierra Gorda, dos proyectos vigentes en el 2021.

## Perrito feminista
Es una viñeta digital de líneas simples que dibujan a un perro de color blanco y negro, el cual lleva siempre un pañuelo color verde atado el cuello y es el protagonista de varios carteles donde muestra frases feministas como Ahora que estamos juntas, ahora que sí nos ven, abajo el patriarcado. ¡Se va a caer, se va a caer!, siendo esta una de sus más famosas.
La ilustración de Laura Juliana Ramírez está basada en Frijola, una perra que adoptó de un refugio en Ecuador. El nombre de Perrito Feminista surge de una ironía y está dotada de humor, ya que, a pesar de que Frijola es hembra, la viñeta digital tiene su apodo en masculino, pues hace referencia a la idea de que un perro entiende más y tiene la tarea de dar a conocer pensamientos, dudas y reflexiones sobre el feminismo por medio de frases y chistes, otro de sus lemas conocidos es Me caga tu machismo.

## Proyectos audiovisuales

### Documentales
- Bonita (2014)
- Las hijas de violencia (2016)
- Nuestra Venganza es ser Felices (2018)
- Mujeres QOM. (2018)
- Residencia Balao (2019)
- Documental: Cimarronas (2019)
- Volver a casa (2020)
- Proyecto transmedia: La Cruz del Tiempo (2021)
- Polifonías de la Sierra Gorda (2021)